# Мавзолей Джинны
Мавзолей Джинны (англ. Jinnah Mausoleum; урду مزار قائد‎, маза́р-э-кайд, букв. — гробница Вождя) — усыпальница основателя Пакистана Мухаммада Али Джинны, расположенная в центре Карачи; один из символов города. 
Мавзолей, заложенный в 1960-е годы, был завершён в 1971 году. Сооружение из белого мрамора, представляющее в плане квадрат со стороной 75 м и высотой 43 м, установлено на четырёхметровой платформе. Его венчает мраморный купол. Входами служат четыре заострённые мавританские арки. К центральному порталу ведёт мраморная лестница. Вокруг сооружения разбит парк площадью 53 га. 
Мемориальная плита Мухаммада Джинны обрамлена серебром. Под куполом висит хрустальная люстра, подаренная Китайской Народной Республикой. Рядом находятся могилы «Каид-э-Миллат», где похоронены первый премьер-министр Пакистана Лиакат Али Хан и сестра Мухаммада Фатима Джинна. У мавзолея ежедневно проходит церемония смены почётного караула.

## Галерея
- Один из входных порталов мавзолея
- Хрустальная люстра
- Мемориальный кабинет
- Смена почётного караула